# 納骨堂

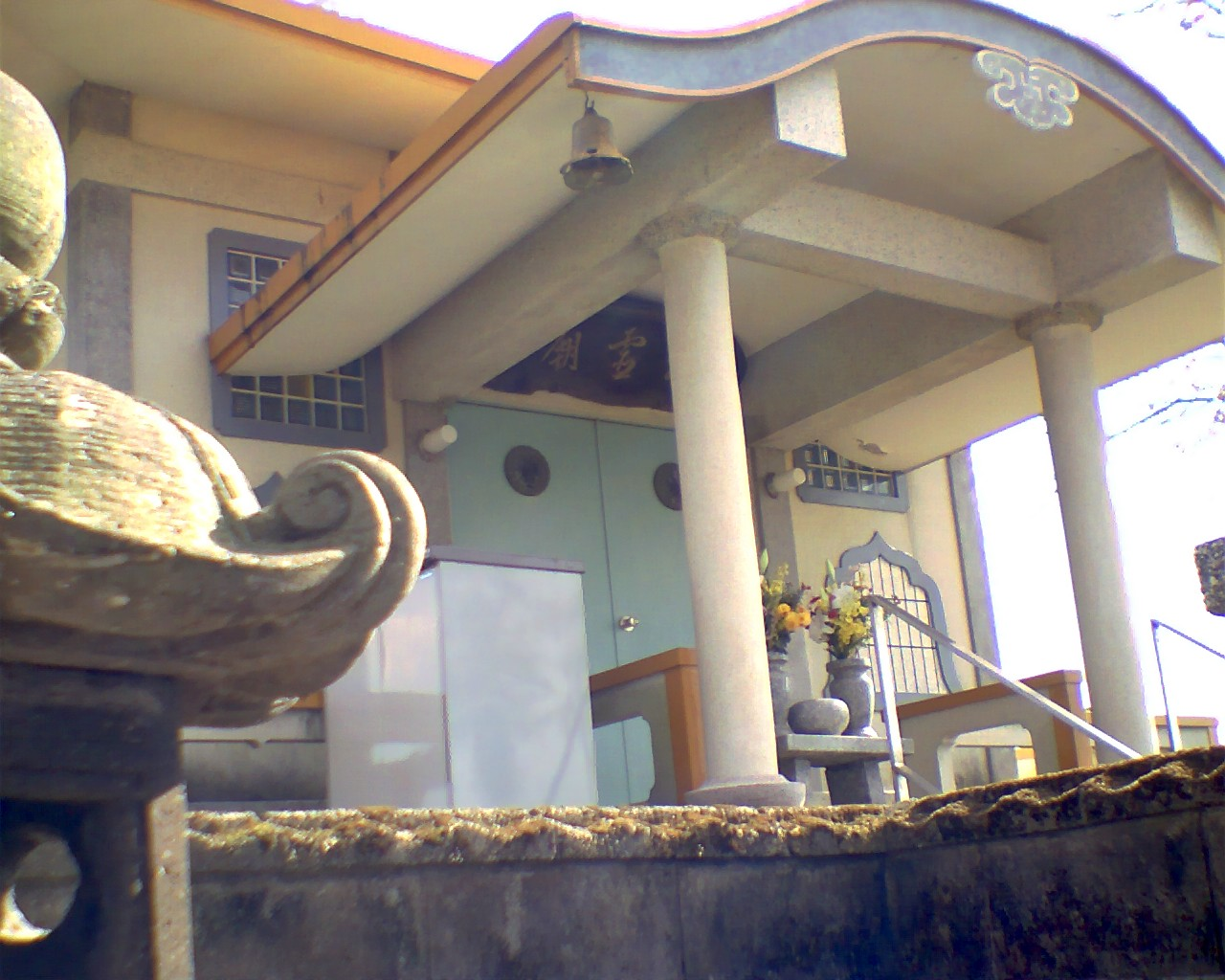
中原町（現佐賀県みやき町中原）の一画に設けられた町営による納骨堂

納骨堂（のうこつどう）は、骨壺に入れた遺骨を安置しておく建物である。納骨殿、霊堂などとも呼ばれる。通常は遺骨を骨壺から出した状態で埋葬する「合同納骨塚」とは区別される。
日本では、管理・運営の主体により寺院納骨堂、公営納骨堂、民営納骨堂の3種類がある。
納骨方式としては、ロッカー式・棚式・仏壇式・お墓式に大別される。 

## 概要
内部は遺骨を入れた骨壺を保管しておくロッカー状の納骨壇が置かれ、上段に位牌を安置する祭壇（仏壇）がついているものもある。
仏教に限らず、神道、道教、キリスト教においても同様の施設が見られる。宗派によっては中央に本尊を安置する場合もある。
近年では屋内霊園と呼ばれる、マンション形式で多数の納骨壇を設置する施設も増えており、東京都には日本最大級となる9階建ての大型のものもある。海外でも、土地の少ない香港や台湾には大型のものが建てられている。
利用方法は遺骨を墓を建てるまでの間、一時的に保管する場合と、墓地に埋葬せず永久的に保管しておく場合とがあり、祭壇つきの納骨壇をもつものは主に後者に用いられる。
基本的に納骨壇の保管区域が一杯になり格納が困難になった場合は、墓地に埋葬するか寺院等が別途用意した専用の区域に保管される。
納骨堂に遺骨を納骨した時点で遺骨の管理が喪主・遺族・関係者から寺院等の管理者（神主・住職・牧師や宣教師等）に移行され、遺族や関係者であっても無断での持ち出し行為は遺骨領得等により処罰の対象となる場合がある。

## 納骨堂の種類

### 寺院納骨堂
寺院により、運営・管理される納骨堂。一般的には寺院内に設けられる。お墓の建立と異なり、檀家として入壇する必要がないことが多い。

### 公営納骨堂
都道府県や市町村などの自治体が運営・管理する納骨堂。自治体の使用条件を満たした方のみが利用できる。多くは仏教形式であるが、自治体によっては、神道形式のものを用意している例もある。

### 民営納骨堂
公益性のある法人（宗教法人、財団法人、社団法人）が運営主体となり、販売を民間会社が行う納骨堂。宗旨や宗派による制限がないことが多い。

### 合祀納骨堂
通常の納骨堂の個別納骨とは異なり合同で納骨する合葬墓スタイルの納骨施設。一般に永代供養墓、合同供養墓、共同墓、合祀墓等とも呼ばれ永代的に納骨される納骨堂。宗旨や宗派による制限がないことが多い。また、収納スペースを節約するため遺骨は骨壺から取り出して山積みに合葬されるために個別識別が出来なくなり、一旦納骨すると遺骨の返還が受けられないことが多い。　

### 献体者の遺骨堂

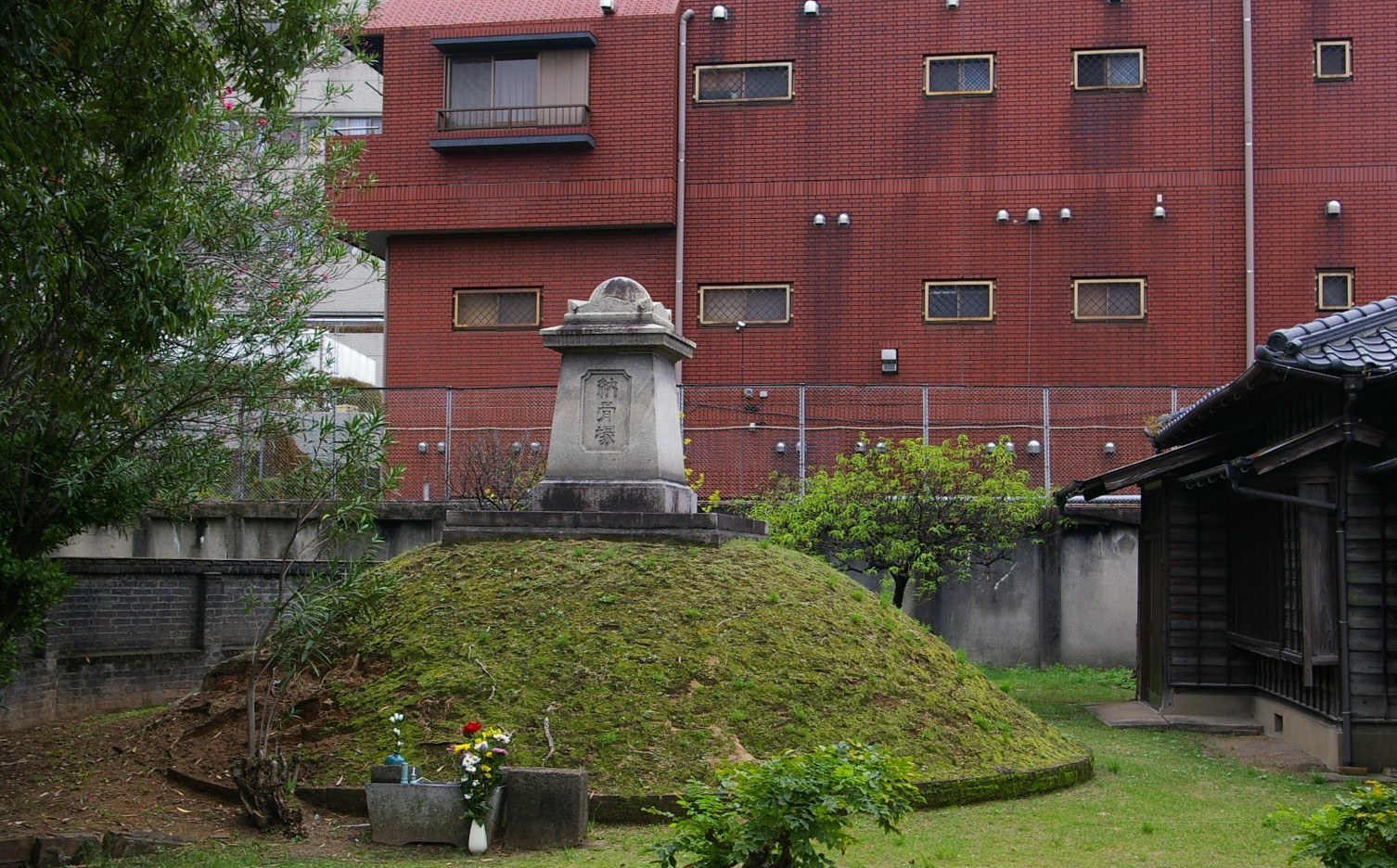
遺骨塚(九州大学馬出キャンパス)

医学教育機関においては、遺言によって自らの遺体を解剖実習のために提供してくれた人々に対して、敬意と感謝の意を示すために遺骨を納める施設が設置されている。この場合維持管理は公の費用でなされ永続的に祭祀が継続して行われている。

## 海外の納骨堂

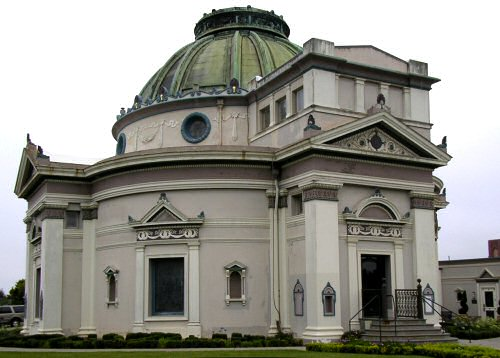
サンフランシスコの納骨堂(columbarium)

土葬をやめ、火葬に代えた場合の遺骨の納め場所、参拝場所として建てられることが多い。キリスト教においてもcolumbariumと称して同様の機能をもつものが教会内や近くに設置される場合がある。
心臓を埋葬する心臓埋葬、内臓をviscera casket（内臓の棺）に納めることも行われた。これは、戦地などの遠地でなくなった人間を保存して移送するため行われるようになった風習である。このように、体・心臓・内臓を分ける埋葬法を三分割埋葬と呼ばれる。